# Nyugat-európai idő
A nyugat-európai idő (angolul Western European Time, WET) annak az időzónának a neve, amelyet az Egyesült Királyságban és néhány további olyan országban használnak, amelyek a 0° meridián mentén helyezkednek el.
Értéke megegyezik az egyezményes koordinált világidővel, WET=UTC+0.
A nyári időszámítás ideje alatt Izlandot kivéve a nyugat-európai nyári idő (WEST) van érvényben helyette (WEST=UTC+1).

### Használata
Európában
- Egyesült Királyság GMT néven
  -  Man-sziget és
  - a Csatorna-szigetek ( Jersey Bailiffség és  Guernsey Bailiffség) is
- Feröer, Dánia
- Izland (nem használ nyári időszámítást)
- Írország
- Kanári-szigetek, Spanyolország
- Portugália

Afrikában
- Marokkó